# Quế Cường
Quế Cường is een xã in het district Quế Sơn, een van de districten in de Vietnamese provincie Quảng Nam. Quế Cường heeft ruim 4200 inwoners op een oppervlakte van 10,95 km².

## Geschiedenis
Quế Cường is in 2008 opgericht, nadat Quế Sơn en Nông Sơn van elkaar werden gescheiden.

## Geografie en topografie
Quế Cường ligt in het oosten van Quế Sơn. In het oosten en zuidoosten grenst het aan de huyện Thăng Bình. De aangrenzende xã's in Thăng Bình zijn Bình Nguyên en Bình Quý. De grens tussen deze twee xã's wordt gevormd door de Ly Ly. De aangrenzende xã's in Quế Sơn zijn Phú Thọ, Quế Xuân 2, Quế Phú en Hương An.

## Verkeer en vervoer
Een belangrijke verkeersader is de Tỉnh lộ 611. Deze weg verbindt de Quốc lộ 1A in Hương An met Quế Trung in huyện Nông Sơn. Ook de Spoorlijn Hanoi - Ho Chi Minhstad gaat door Quế Cường. Quế Cường heeft geen spoorwegstation aan deze spoorlijn. De spoorlijn vormt tussen Quế Cường en Phú Thọ en tussen Quế Cường en Quế Xuân 2.
Quế Cường is ook de locatie van de voormalige vliegbasis Baldy.